# Петралия-Соттана
Петралия-Соттана (итал. Petralia Sottana) — коммуна в Италии, располагается в регионе Сицилия, подчиняется административному центру Палермо.
Население составляет 3330 человек, плотность населения составляет 19 чел./км². Занимает площадь 178 км². Почтовый индекс — 90027. Телефонный код — 0921.
Покровителем коммуны почитается святой Калоджеро. Праздник ежегодно празднуется 18 июня.

## Известные уроженцы и жители
- Дзаппала, Сальваторе (1893—1942) — итальянский офицер, танкист во время Второй мировой войны. Кавалер высшей награды Италии за подвиг на поле боя — золотой медали «За воинскую доблесть» (1942, посмертно).